# Macrocarpaea ayangannae
Macrocarpaea ayangannae är en gentianaväxtart som beskrevs av J.R.Grant, Struwe och J.K.Boggan. Macrocarpaea ayangannae ingår i släktet Macrocarpaea och familjen gentianaväxter. Inga underarter finns listade i Catalogue of Life.